# Alberto Teófilo Asarta Cuevas
Alberto Teófilo Asarta Cuevas, né le 14 novembre 1951, est un homme politique espagnol membre de Vox.

## Biographie
En tant que colonel de l'armée espagnole, il a participé en Irak à la Bataille de Nayaf le 4 avril 2004. Il a atteint le grade de Général de division.
Il est signataire en 2018 d'une tribune exaltant le général Franco.
Lors des élections générales anticipées du 10 novembre 2019, il est élu au Congrès des députés pour la XIVe législature.